# النجمة (حمص)
النجمة قرية سوريّة تتبع إداريّاً لمحافظة حمص منطقة حمص ناحية حمص، بلغ تعداد سكانها 2,249 نسمة حسب التعداد السكاني لعام 2004.